# Абреже
Абреже́ (от фр. abrégé — краткое изложение; возможно, от кельт. abreg — отрезать) — перечень основных тем или внутренних заголовков, либо краткое содержание главы, помещённое перед её текстом после заголовка.
Иногда в значении описываемого термина используется слово эксте́нзо (от лат. in extenso — целиком, полностью).

## Назначение
В справочной или научной литературе абреже играет роль небольшого оглавления, ускоряющего поиск нужных материалов. Иногда названия подтем сопровождаются ссылками на соответствующие страницы. Также подобного рода выписки могут создавать или содержать интригу, они помогают выбрать определённую подтему в последующем тексте, не разделяя при этом главу на параграфы, пункты.